# 卡馬澤鱔
卡馬澤鱔，又稱卡馬勾吻鯙，為輻鰭魚綱鰻鱺目鯙亞目鯙科的其中一種，分布於中太平洋的帛琉、關島、復活節島等海域，體長可達53公分，為底棲性魚類，生活在珊瑚礁區，屬肉食性，生活習性不明。

## 擴展閱讀
維基物種上的相關：卡馬澤鱔